# Єнс Фідлер (велогонщик)
Єнс Фідлер (нім. Jens Fiedler, 15 лютого 1970) — німецький велогонщик.
Олімпійський чемпіон 1992 (спринт), 1996 (спринт), 2004 (командний спринт) років, бронзовий призер 2000 (спринт), 2000 (кейрін) років.
Чемпіон світу з трекових велоперегонів 1991 (аматорський спринт), 1995 (командний спринт), 1998 (кейрін), 1999 (кейрін), 2003 (командний спринт) років, срібний призер 1996 (командний спринт), 1997 (спринт), 1998 (спринт), 1999 (спринт), 2000 (кейрін) років, бронзовий призер 2000 (спринт), 2001 (кейрін), 2002 (командний спринт) років.